# Polivinilklorid
Polivinilklorid (okrajšano PVC), sistematično poli(1-kloroeten), je sintetičen plastični polimer vinil klorida, za polietilenom in polipropilenom tretji najbolj množično proizvajan tip plastike in široko uporabljan v sodobnem svetu kot material za izdelavo številnih uporabnih predmetov.
V čisti obliki je PVC bela, krhka snov, netopna v alkoholu, a dobro topna v tetrahidrofuranu. Dve osnovni obliki predelanega polivinilklorida sta trdni (rigidni) in prožni (fleksibilni); iz prve izdelujejo denimo plastične cevi, profilno stavbno pohištvo (vrata, okenski okvirji), plastenke in drugo trdno embalažo za hrano ter manjše uporabne predmete, kot so plačilne kartice. Z dodatkom mehčal, običajno so to ftalati, postane PVC mehkejši in bolj prožen, v tej obliki izdelujejo iz njega prožne cevi, izolacijo za kable, napihljive predmete in mnoge druge, v katerih nadomešča gumo. PVC je termoplast in se z lahkoto oblikuje pod vplivom toplote.

## Pridobivanje
V osnovi ga pridobivajo s polimerizacijo monomera vinil klorida:
Večina nastane industrijsko s postopkom polimerizacije v suspenziji: v neprepusten reaktor dovedejo vinil klorid in vodo, skupaj z iniciatorjem in aditivi. Tipična iniciatorja sta dioktanoil peroksid in dicetil peroksidikarbonat, ki imata nestabilne O-O vezi, v reaktorju razpadeta in sprožita radikalsko polimerizacijo. Vsebino reaktorja ves čas mešajo, da nastanejo enakomerno veliki delci. Reakcija je eksotermna, zato je treba mešanico hladiti, hkrati pa dovajati vodo, saj ima PVC večjo gostoto od vinil klorida. Po koncu reakcije iz plastične smole odstranijo plinasti vinil klorid in druge nečistoče, s centrifugiranjem odstranijo vodo in jo še dodatno posušijo na vročem zraku. Ostane bel prašek, ki gre neposredno v skladiščenje, ali pa ga prej oblikujejo v pelete.
Pred uporabo je treba surovemu PVC-ju dodati različne aditive, kot so toplotni stabilizatorji, UV-stabilizatorji, mehčala, biocidi, zaviralci gorenja, polnila, pigmenti idr., ki spremenijo njegove lastnosti za določen namen.